# Molophilus neptunus
Molophilus neptunus är en tvåvingeart som beskrevs av Alexander 1952. Molophilus neptunus ingår i släktet Molophilus och familjen småharkrankar. Inga underarter finns listade i Catalogue of Life.